# Endokrinologija
Endokrinologija je veja medicine, ki se ukvarja z zdravljenjem endokrinega sistema in hormonov.
Najpogostejše bolezni, s katerimi se ukvarja endokrinologija, so sladkorna bolezen, hipertiroizem,...
Zdravnik-specialist, ki deluje na področju endokrinologije, se imenuje endokrinolog.